# Club Atlético San Martín (San Juan) 2011-2012

## Rosa
| N. |                      | Ruolo | Calciatore         |
| -- | -------------------- | ----- | ------------------ |
| 1  | Argentina (bandiera) | P     | Luciano Pocrnjic   |
| 2  | Argentina (bandiera) | D     | Diego Sosa         |
| 3  | Argentina (bandiera) | D     | Emanuel Más        |
| 4  | Argentina (bandiera) | D     | Francisco Mattia   |
| 6  | Argentina (bandiera) | D     | Cristian Grabinski |
| 8  | Argentina (bandiera) | C     | Marcelo Carrusca   |
| 9  | Argentina (bandiera) | A     | Sebastián Penco    |
| 10 | Argentina (bandiera) | C     | Federico Poggi     |
| 11 | Argentina (bandiera) | C     | Raúl Saavedra      |
| 12 | Argentina (bandiera) | P     | Leonardo Corti     |
| 13 | Argentina (bandiera) | D     | Lucas Landa        |
| 14 | Argentina (bandiera) | C     | Pablo Cantero      |
| 15 | Argentina (bandiera) | C     | Mauro Bogado       |
| 16 | Argentina (bandiera) | C     | Raúl Quiroga       |
| 17 | Argentina (bandiera) | C     | Damián Canuto      |
| 18 | Argentina (bandiera) | D     | Marcos Galarza     |

| N. |                      | Ruolo | Calciatore         |
| -- | -------------------- | ----- | ------------------ |
| 19 | Argentina (bandiera) | A     | Maximiliano Núñez  |
| 20 | Argentina (bandiera) | A     | Claudio Graf       |
| 22 | Argentina (bandiera) | C     | Martín Wagner      |
| 23 | Argentina (bandiera) | D     | Cristian Álvarez   |
| 24 | Argentina (bandiera) | D     | Rubén Zamponi      |
| 25 | Argentina (bandiera) | A     | Gastón Caprari     |
| 26 | Argentina (bandiera) | C     | Maximiliano Bustos |
| 27 | Argentina (bandiera) | P     | Luis Ardente       |
| 28 | Argentina (bandiera) | A     | Diego García       |
| 29 | Argentina (bandiera) | A     | Franco Caballero   |
| 31 | Argentina (bandiera) | C     | Franco Lepe        |
| 32 | Argentina (bandiera) | C     | Lucas Salas        |
| 33 | Argentina (bandiera) | C     | Jonathan Tejada    |
|    | Argentina (bandiera) | A     | José Vizcarra      |
|    | Argentina (bandiera) | D     | Hugo Iriarte       |